# Albert Repman
Albert Hristianovitch Repman (en russe : Альберт Христианович Pепман ; né en 1834 et mort en 1917) est un scientifique russe d'origine française, physicien, médecin et homme public, ayant dirigé de 1889 à 1917 la section de physique appliquée du musée Polytechnique de Moscou.

## Biographie
Albert Repman nait d'un père néerlandais et d'une mère française en 1834. Il fait sa scolarité au Premier Lycée de Moscou, puis poursuit des études à la Faculté de médecine de l'Université d'État de Moscou.
En 1854, il participe à l'éducation du futur grand savant Nikolaï Joukovski, alors âgé de 7 ans. pour préparer son entrée au lycée, il lui montre des expériences physiques et chimiques et lui enseigne à observer la nature. Les biographes de Joukovski soulignent le rôle important de Repman dans la structuration d'une vision du monde du célèbre scientifique[réf. nécessaire].
Bien que la spécialité de Repman soit la médecine, il est plus connu comme concepteur et expérimentateur, inventeur et vulgarisateur dans le domaine de la physique, en particulier de l'électrotechnique.
Le premier brevet obtenu en France en 1875 par Pavel Iablotchkov a été délivré « ... pour un électroaimant selon le système du Dr. Repman, médecin à Moscou » ; cela signifie probablement que Repman a suggéré l'idée de cet électroaimant.
Il a également utilisé les avancées de la physique en médecine. Il est l'un des premiers à ouvrir un centre d'électro-hydrothérapie.
Dans les années 1889-1917, Albert Repman dirige la section de physique appliquée du musée Polytechnique de Moscou. Il fait beaucoup pour compléter les collections du musée, s'employant à acquérir les toutes dernières nouveautés de la science et de la technologie : par exemple, il y expose un métal qui venait tout juste d'être découvert, le radium.
Comme le soulignent les historiens, à la suite des efforts de Repman, « la section de  physique, par la richesse de ses collections, surpassait maint cabinet de physique, si ce n'est de toute l'Europe, en tout cas de Russie ».
Il a quatre enfants avec sont épouse Julie Krauss, Eugénie (1870-1937), cofondatrice et directrice du premier lycée coopératif de Moscou (gymnase E. A. Repman), Olga (1873/74-1939/40), Vladimir (1876/77-1953) et Hélène (1885-1977), écrivain et romancière de l'émigration russe, connue sous le pseudonyme de Georges Peskoff.

## Prix et récompenses
Décoré de l'ordre de Stanislas, il a reçu le titre de noblesse héréditaire de conseiller d'État.
Il était docteur en médecine, membre de la Société des amateurs de sciences naturelles, d'anthropologie et d'ethnographie et membre honoraire de la société photographique russe.